# Філатівська сільська рада
Філа́тівська сільська́ ра́да — адміністративно-територіальна одиниця та орган місцевого самоврядування у Красноперекопському районі Автономної Республіки Крим. Адміністративний центр — село Філатівка.

## Загальні відомості
- Населення ради: 1 291 особа (станом на 2001 рік)

## Населені пункти
Сільській раді підпорядковані населені пункти:
- с. Філатівка
- с. Карпова Балка

## Склад ради
Рада складається з 12 депутатів та голови.
- Голова ради: Кощук Юрій Адамович
- Секретар ради: Ліпай Тамара Юріївна

### Керівний склад попередніх скликань
| Прізвище, ім'я, по батькові | Основні відомості                                                                     | Дата обрання | Дата звільнення |
| --------------------------- | ------------------------------------------------------------------------------------- | ------------ | --------------- |
| Шурепа Микола Миколайович   | Сільський голова, 1955 року народження, член Народної партії                          | 26.03.2006   | 31.10.2010      |
| Кощук Юрій Адамович         | Сільський голова, 1969 року народження, освіта середня загальна, член Партії регіонів | 31.10.2010   |                 |

Примітка: таблиця складена за даними сайту Верховної Ради України

### Депутати
За результатами місцевих виборів 2010 року депутатами ради стали:

#### За суб'єктами висування
| Суб'єкт висування | Кількість обраних депутатів | %   |
| ----------------- | --------------------------- | --- |
| Партія регіонів   | 12                          | 100 |

#### За округами
| № округу        | Прізвище, ім'я, по батькові     | Дата визнання обраним | Освіта             | Партійна приналежність | Відомості про обраного депутата                                        |
| --------------- | ------------------------------- | --------------------- | ------------------ | ---------------------- | ---------------------------------------------------------------------- |
| Партія регіонів |                                 |                       |                    |                        |                                                                        |
| 1               | Ковальчук Олена Миколаївна      | 01.11.2010            | середня спеціальна | член Партії регіонів   | Філатівська сільська рада, головний бухгалтер                          |
| 2               | Шакірова Ліана Айдерівна        | 01.11.2010            | середня спеціальна | член Партії регіонів   | будинок культури, директор                                             |
| 3               | Кедич Олена Миколаївна          | 01.11.2010            | середня            | член Партії регіонів   | тимчасово не працює                                                    |
| 4               | Коршун Валентина Борисівна      | 07.10.2013            | середня спеціальна | член Партії регіонів   | ЦСССДМ Крсноперекопської РДА, м. Красноперекопськ, соціальний робітник |
| 5               | Бекірова Гульнара Куртсеітівна  | 01.11.2010            | середня спеціальна | член Партії регіонів   | Армянська міська лікарня, молодша медична сестра                       |
| 6               | Іванча Тетяна Вікторівна        | 01.11.2010            | вища               | член Партії регіонів   | Філатівська сільська рада, інспектор по соціальним питанням            |
| 7               | Тарнавський Михайло Михайлович  | 01.11.2010            | середня            | член Партії регіонів   | тимчасово не працює                                                    |
| 8               | Княжевська Наталя Олександрівна | 01.11.2010            | середня            | член Партії регіонів   | приватний підприємець                                                  |
| 9               | Волощук Галина Павлівна         | 01.11.2010            | середня спеціальна | член Партії регіонів   | Філатівська сільська рада, спеціаліст 2-й категогії                    |
| 10              | Ліпай Тамара Юріївна            | 01.11.2010            | вища               | член Партії регіонів   | Філатівська сільська рада, секретар                                    |
| 11              | Кучерявенкова Тетяна Профирівна | 01.11.2010            | середня спеціальна | член Партії регіонів   | НВК «школа-дитячий садок»                                              |
| 12              | Нечаєв Максим Миколайович       | 01.11.2010            | середня            | член Партії регіонів   | п/рм Армянськ, єлектрик                                                |